# Малан, Дэвид
Дэвид Дж. Малан (англ. David J. Malan, /deɪvɪd dʒeɪ meɪlɛn/) — американский компьютерный ученый и профессор. Малан является профессором информатики Гордона Маккея в Гарвардском университете и наиболее известен как преподаватель курса CS50 (аббревиатура от Computer Science 50, рус. Информатика 50), который является самым крупным курсом в Гарвардском университете и самым посещаемым массовым открытым онлайн-курсом (MOOC) на edX, причем до 2017 года лекции на платформе edX просмотрели более одного миллиона человек.
Малан является членом преподавательского состава Гарвардской школы инженерии и прикладных наук имени Джона А. Полсона, где его научные интересы включают кибербезопасность, цифровую криминалистику, ботнеты, обучение компьютерным наукам, дистанционное обучение, совместное обучение и обучение с помощью компьютера.

## Образование
Малан поступил в Гарвардский колледж в 1995 году, первоначально изучая государственное управление, и осенью 1996 года сдал предмет CS50, который в то время преподавал Брайан Керниган. Вдохновленный Керниганом, Малан начал свое образование в области компьютерных наук, получив степень бакалавра компьютерных наук в 1999 году. После периода работы вне академических кругов он вернулся в аспирантуру и в 2004 году получил степень магистра наук, а в 2007 году степень доктора философии за исследования в области кибербезопасности и компьютерной криминалистики под руководством Майкла Смита.

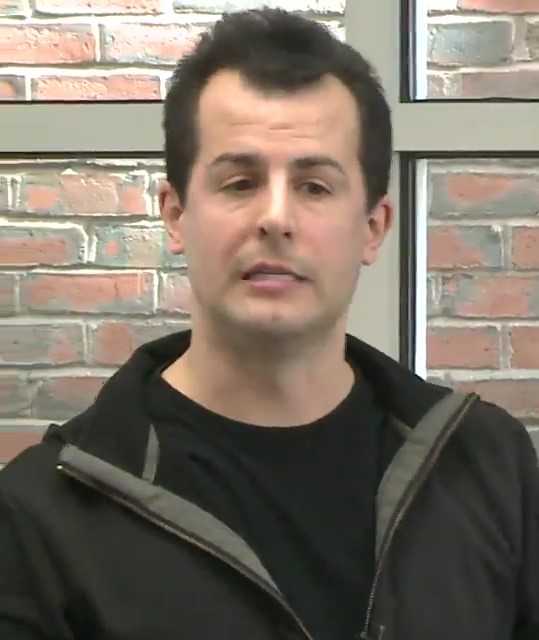
Малан в 2014 году

## Преподавание
Малан известен как преподаватель CS50, вводного курса по информатике для магистрантов и не магистрантов, целью которого является развитие навыков вычислительного мышления с использованием таких инструментов, как Scratch, C, Python, SQL и JavaScript. По состоянию на 2014 год на этот курс ежегодно записывается 800 студентов первого и второго курсов, что делает его самым крупным курсом в Гарвардском колледже. CS50 доступен на edX как CS50x, с более чем одним миллионом просмотров лекций. Его курсы на EdX известны тем, что их посещают люди всех возрастов. Все его курсы находятся в свободном доступе и лицензированы для повторного использования с указанием авторства с помощью OpenCourseWare, например, на сайте cs50.tv. CS50 также существует как CS50 AP (Advanced Placement, рус. Продвинутое обучение), адаптация для средних школ, которая удовлетворяет принципам AP Computer Science Университетского совета.
Помимо CS50, Малан также преподает в Гарвардской школе продленного дня и Гарвардской летней школе. До преподавания в Гарварде Малан преподавал математику и информатику в средней школе Франклина и Университете Тафтса.
После начала пандемии коронавируса, Малан начал проводить занятия без физического присутствия студентов в Zoom.
В 2020 году в The New Yorker вышла статья про Малана, CS50 и о том, как он построил «империю дистанционного обучения». Спустя неделю эту статью раскритиковало издание Inside Higher Ed, назвав описание онлайн-обучения в The New Yorker`е «не соответствующим действительности».

## Карьера и исследования
Малан работал в компании Mindset Media, LLC с 2008 по 2011 год в качестве директора по информационным технологиям (CIO), где он отвечал за рекламу масштабируемости сети, безопасность и планирование мощностей. Он разработал инфраструктуру для сбора массивных наборов данных, способных обеспечить 500 млн HTTP-запросов в день, с пиками 10 тыс. в секунду. В 2011 году Mindset Media была приобретена компанией Meebo, Inc. С 2001 по 2002 год работал в компании AirClic в качестве менеджера по проектированию.
Малан также был основателем и председателем Diskaster, фирмы по восстановлению данных, которая предлагала профессиональное восстановление данных с жестких дисков и карт памяти, а также проведение судебно-медицинских экспертиз по гражданским делам.
Во время учёбы в бакалавриате Малан работал на полставки в окружной прокуратуре округа Мидлсекс, штат Виргиния, в качестве судебного следователя, после чего основал два собственных стартапа. Начиная с 2003 года, он работал на общественных началах в качестве техника скорой медицинской помощи (EMT-B, англ. emergency medical technician) в MIT-Emergency Medical Services (EMS). Он продолжает работать добровольцем в качестве врача скорой помощи Американского Красного Креста.
Малан также является активным членом сообщества SIGCSE, группы специальных интересов (SIG) по образованию в области компьютерных наук (CSE), организованной Ассоциацией вычислительной техники (ACM).